# Южна централна провинция
Южната централна провинция (на испански: Provincia Centro Sur) на Екваториална Гвинея e разположена е в централната част на континенталната част на страната и граничи с Габон на юг и Камерун на север. Площта на провинцията е 9931 квадратни километра, която я прави най-голямата провинция на Екваториална Гвинея. Населението, по данни от юли 2015 г., е 141 986 души. Столицата на провинцията е град Евинайонг.